# Stormblåst
Albums de Dimmu Borgir
For All Tid
(1994) Devil's Path
(1996)
Stormblåst est le second album studio du groupe de black metal symphonique norvégien Dimmu Borgir, sorti en 1996 par Cacophonous Records.

## Sonorités
L'album est le dernier entièrement chanté dans la langue natale du groupe, le norvégien.
Stormblåst possède quelques ressemblances avec son prédécesseur For All Tid, dans ses tempos, plus lents que ceux des albums suivants, et la langue utilisée.
L'album commence par une première moitié sombre et mélancolique, la seconde partie de l'album étant plus violente et rapide, les mélodies au clavier étant fort présente sur l'ensemble.

## Sorgens Kammer
La piste Sorgens Kammer est une reprise d'une musique d'un jeu Amiga de 1992 appelé Agony. Stian Aarstad en a repris la mélodie, la présentant comme sienne. Le groupe a toujours cru qu'il s'agissait de leur propre chanson jusqu'à ce que le compositeur original, Tim Wright, les contacte. Ils décidèrent de ne pas l'utiliser sur la version réenregistrée de 2005, et le titre a été complètement changé dans sa structure : il s'agissait à la base d'une instrumentale au clavier et est devenu un titre avec tous les instruments et du chant.

## Ré-éditions
Une version ré-éditée de l'album est sortie en 2001 par le label Century Media Records.
En novembre 2005, une version complètement ré-enregistrée de l'album est sortie sous le nom de Stormblåst MMV, incluant les dix pistes originales plus une onzième piste intitulée Avmaktslave (signifiant « impuissance » en norvégien).

## Composition
- Shagrath : Chant et guitare
- Silenoz : Guitare
- Brynjard Tristan : Basse
- Tjodalv : Batterie
- Stian Aarstad : Claviers

## Pistes
1. Alt lys er svunnet hen – 6:07
2. Broderskapets ring – 5:10
3. Når sjelen hentes til helvete – 4:33
4. Sorgens kammer – 6:20
5. Da den kristine satte livet til – 3:08
6. Stormblåst – 6:16
7. Antikrist – 3:42
8. Dødsferd – 5:30
9. Vinder fra en ensom grav – 4:28
10. Guds fortapelse - Åpenbaring av dommedag - 4:24

## Sources
- Discographie de Dimmu Borgir sur www.dimmu-borgir.com
- Stormblåst sur Encyclopaedia Metallum